# William George Armstrong
Pour les articles homonymes, voir William Armstrong, George Armstrong et Armstrong.
William George Armstrong (26 novembre 1810 – 27 décembre 1900), industriel britannique du bassin de la Tyne, est le fondateur du trust industriel Armstrong Whitworth, l’une des plus puissantes compagnies industrielles du XIXe siècle. Il est anobli « 1er baron Armstrong » par la reine Victoria en 1859 en hommage à son patriotisme au cours de la guerre de Crimée.

## Années de jeunesse
Né à Newcastle upon Tyne d'un négociant en grains du port de Newcastle, qui devint maire de la ville en 1850, William Armstrong grandit dans un quartier encore rural proche de Pandon Dene. Il avait une sœur, Anne, née en 1802 et un frère, William junior né en 1810.
Armstrong fréquenta la Royal Grammar School de Newcastle et de Whickham, près de Gateshead jusqu'à l'âge de seize ans, puis rejoignit la Grammar School de Bishop Auckland. Là, il lui arrivait de visiter les ateliers de William Ramshaw. C'est au cours d'une de ces visites qu'il fit la connaissance de la fille de Ramshaw, Margaret, son aînée de six ans, et qui devait devenir sa femme.
Le père d’Armstrong voulait que son fils étudie le droit. C'est pourquoi, en quittant la grammar school, William Armstrong rejoignit l’étude d’Armorer Donkin, un avocat ami de son père. Il apprit ainsi le droit à Londres pendant cinq ans et revint à  Newcastle en 1833. En 1835, il devint l’associé de Donkin et l’étude prit le nom de Donkin, Stable and Armstrong. Sa position étant désormais établie, Armstrong proposa à Margaret Ramshaw de l'épouser. Le couple s'installa à Jesmond (en), une banlieue de Newcastle. Au cours des onze années suivantes, Armstrong travailla comme avocat, mais de plus en plus sa curiosité se tournait vers la mécanique.

## Nouvelle vocation

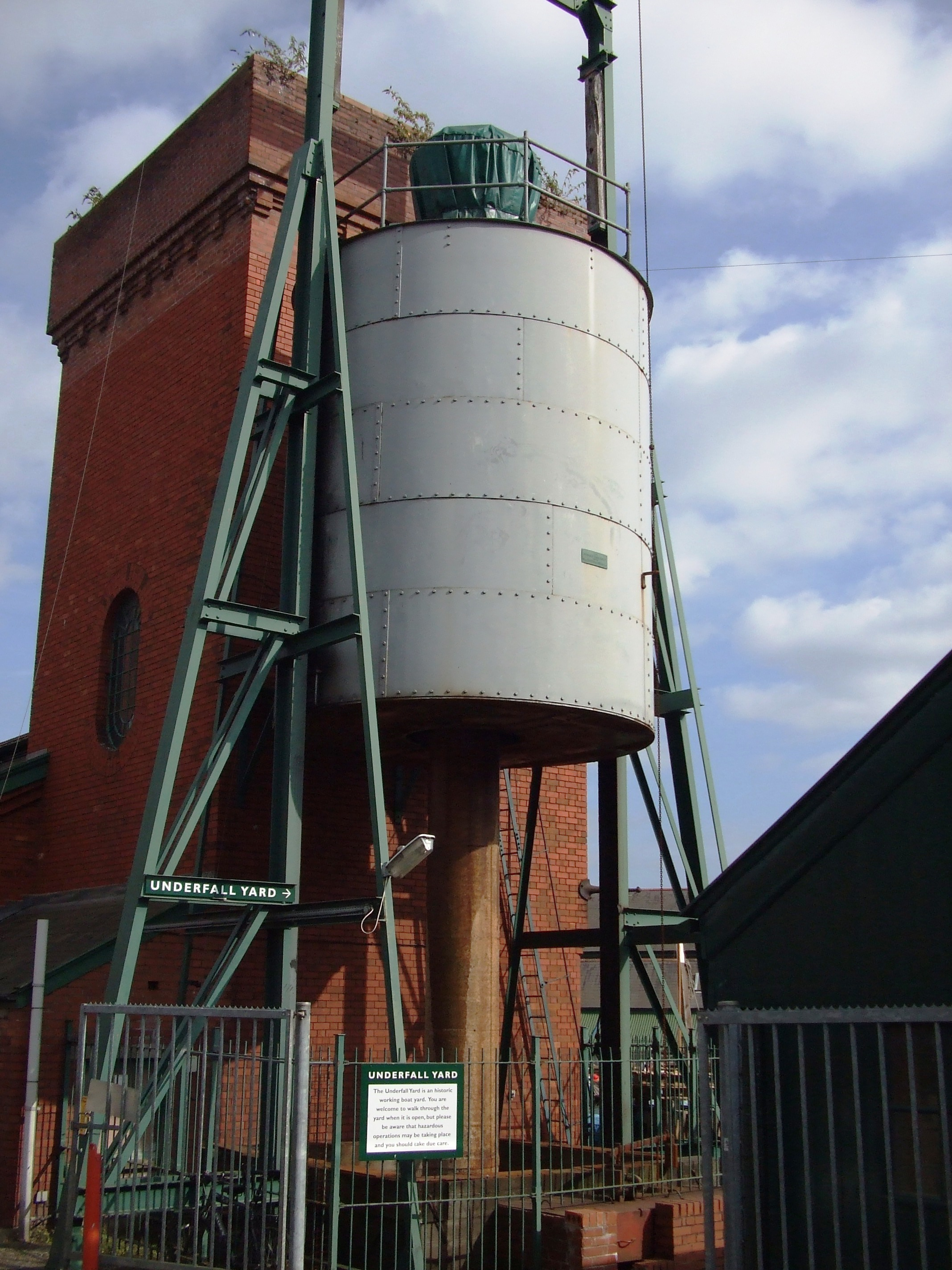
Ancien accumulateur hydraulique (1920) sur le port de Bristol.

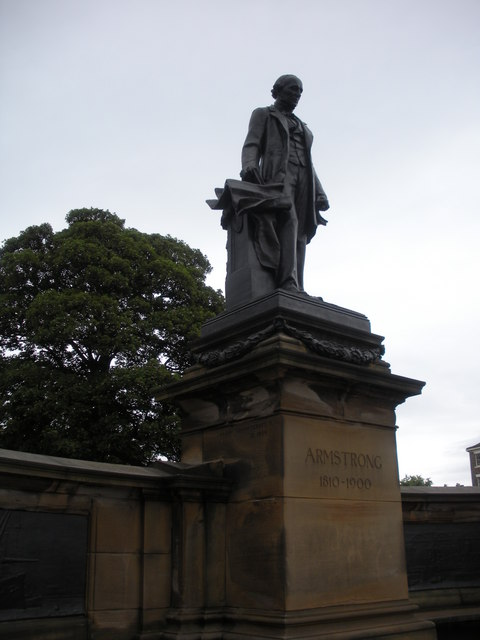
Statue d'Armstrong.

Armstrong était pêcheur à ses heures, et c'est lors d’une de ses pêches sur la Dee à Dent (Lonsdale) dans les Pennines, qu'il vit une roue à aubes alimentant une carrière de marbre. En examinant la force avec laquelle la roue battait l'eau, il réalisa qu'une grande quantité d'énergie était perdue inutilement. De retour à Newcastle, il dessina une roue hydraulique de sa façon, qu’on construisit dans les ateliers d’un de ses amis, Henry Watson, à High Bridge ; mais cette machine resta une simple curiosité. Armstrong imagina ensuite de substituer au moteur rotatif des grues hydrauliques un moteur à piston, pensant qu'il serait plus efficace.
En 1845, un projet d'alimentation en eau courante des maisons de Newcastle avec des châteaux d'eau fut lancé. Armstrong faisait partie du comité d'organisation et proposa à la Newcastle Corporation d'utiliser l'excédent de pression dans les quartiers les moins élevés pour alimenter une grue portuaire qu'il avait adaptée. Il affirmait que sa grue hydraulique pourrait décharger les navires du port plus rapidement et à moindre coût que les grues ordinaires. La proposition fut adoptée, et les résultats furent si probants qu'on lui commanda trois grues hydrauliques supplémentaires. Ses recherches d'inventeur furent reconnues en 1846 par son élection au rang de Fellow de la Royal Society.
Le succès de ses grues hydrauliques incita Armstrong à se lancer dans la conception et la fabrication de machines hydrauliques. C'est pourquoi il démissionna de son cabinet d'avocat. Donkin, son associé, l'aida financièrement pour créer sa nouvelle affaire. En 1847 la société W.G. Armstrong & Co. achetait 22 ha de terrain à Elswick, près de Newcastle, et y établit sa première usine. Les commandes de grues hydrauliques venaient d’Edinburgh and Northern Railways, des Docks de Liverpool, et Grimsby commandait aussi des moteurs hydrauliques pour les portes d'écluse. La société prospéra rapidement : de 45 grues en 1850, elle avait porté sa production à 75 deux ans plus tard. Jusqu'à la fin du siècle, la production moyenne se maintint autour de 100 grues par an. Si en 1850 elle employait 300 ouvriers sur ses ateliers, dès 1863 l’effectif était monté à 3 800 ouvriers. La société se diversifia rapidement avec la construction de ponts, dont l'un des premiers qui lui fut commandé fut le pont d’Inverness, terminé en 1855.

## Accumulateur hydraulique
Armstrong est un pionnier de l’accumulateur hydraulique. Lorsqu'il n'y avait pas de place pour mettre en pression le fluide de ses grues hydrauliques, Armstrong faisait construire des châteaux d'eau suffisamment hauts pour disposer de la pression requise. Néanmoins, à New Holland sur le Humber, le sable n'avait pas la portance suffisante pour qu'on puisse y fonder les tours de réservoir. Examinant ce problème, Armstrong imagina l’« accumulateur hydraulique », une cuve cylindrique en fonte munie d'un piston lesté de poids. Ce piston était soulevé lentement, pompant l'eau dans le cylindre, puis le piston, s'abaissant de nouveau sous son propre poids, expulsait l'eau qui était distribuée dans les différentes grues avec la pression suffisante. L'accumulateur fut un progrès décisif (quoique peu spectaculaire visuellement), qui trouva de nombreuses applications au cours des décennies suivantes.

## Armement

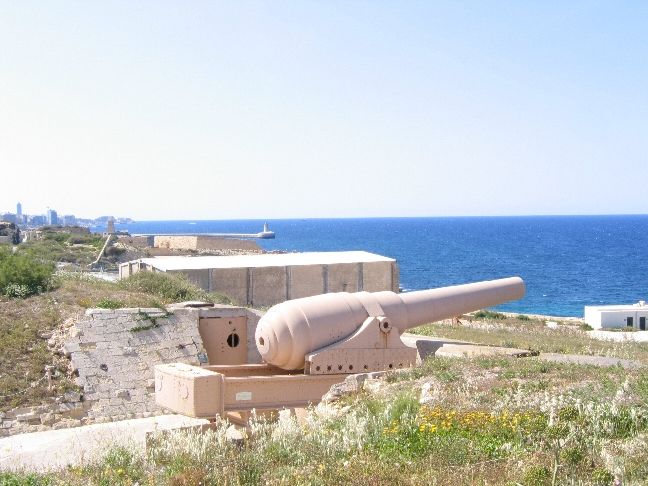
Un canon Armstrong en batterie à Fort Rinelle, sur l'île de Malte.

En 1854, pendant la Guerre de Crimée, Armstrong apprit par les journaux quelles difficultés le corps expéditionnaire britannique éprouvait en manœuvrant son artillerie de campagne. Il conçut un canon de campagne allégé, donc plus mobile, mais aussi d'une portée et d'une précision supérieure, en choisissant le chargement par la culasse et en dotant l'arme d'un canon rayé de fer forgé avec chemisage intérieur en acier. Ce canon tirait, non plus des boulets, mais des obus. En 1855, son canon pour obus de 5 livres était mûr pour une présentation aux autorités militaires. L'arme donna entière satisfaction lors des essais, mais la commission gouvernementale estimait qu'il fallait une arme de calibre supérieur, si bien qu’Armstrong construisit un obusier de 18-livres sur la base des mêmes plans. À l'issue des essais, ce canon fut déclaré supérieur à tous ses rivaux. Renonçant à des profits assurés, Armstrong abandonna le brevet gratuitement au gouvernement britannique ce qui lui valut l'anoblissement ; en 1859, il eut l'honneur d'être présenté à la reine Victoria. Armstrong fut nommé expert des armes à canon rayés auprès du Département de la Guerre du Royaume-Uni. Pour éviter les conflits d'intérêts, Armstrong détacha de sa société les ateliers d'armements, donnant naissance à l’Elswick Ordnance Company, dans laquelle il n'avait pas de participation. La nouvelle compagnie accepta de travailler exclusivement pour le gouvernement britannique. À ce nouveau poste, Armstrong s'efforça de moderniser l’Arsenal de Woolwich pour qu'il puisse fabriquer les canons conçus à Elswick.
Mais au moment même où l'arme allait s'imposer, une campagne d'opposition se déchaîna, aussi bien à l'initiative de certains officiers que des producteurs concurrents, particulièrement l'armurier Joseph Whitworth de Manchester. On avança que le nouveau canon était difficile à utiliser, qu'il coûtait très cher, pouvait s'avérer dangereux et nécessitait de fréquentes réparations. Au cours des mois qui suivirent, Armstrong parvint à réfuter ces objections point par point devant les différentes commissions gouvernementales, mais l'atmosphère de défiance lui pesait de plus en plus. En 1862, il décida d'interrompre les commandes du nouveau canon et revint aux armes à chargement par la bouche. Par suite de l'effondrement de la demande, les nouvelles commandes furent redirigées préférentiellement vers les ateliers de Woolwich, laissant Elswick au chômage technique. Le gouvernement accepta finalement d'accorder une indemnisation pour les pertes de la compagnie, mais refusa d'abord de revenir sur son droit d'exclusivité. Ce point fut finalement rediscuté et Elswick vendit ses canons aux Nordistes comme au Sudistes jusqu'à la fin de la Guerre de Sécession.

## Navires de guerre

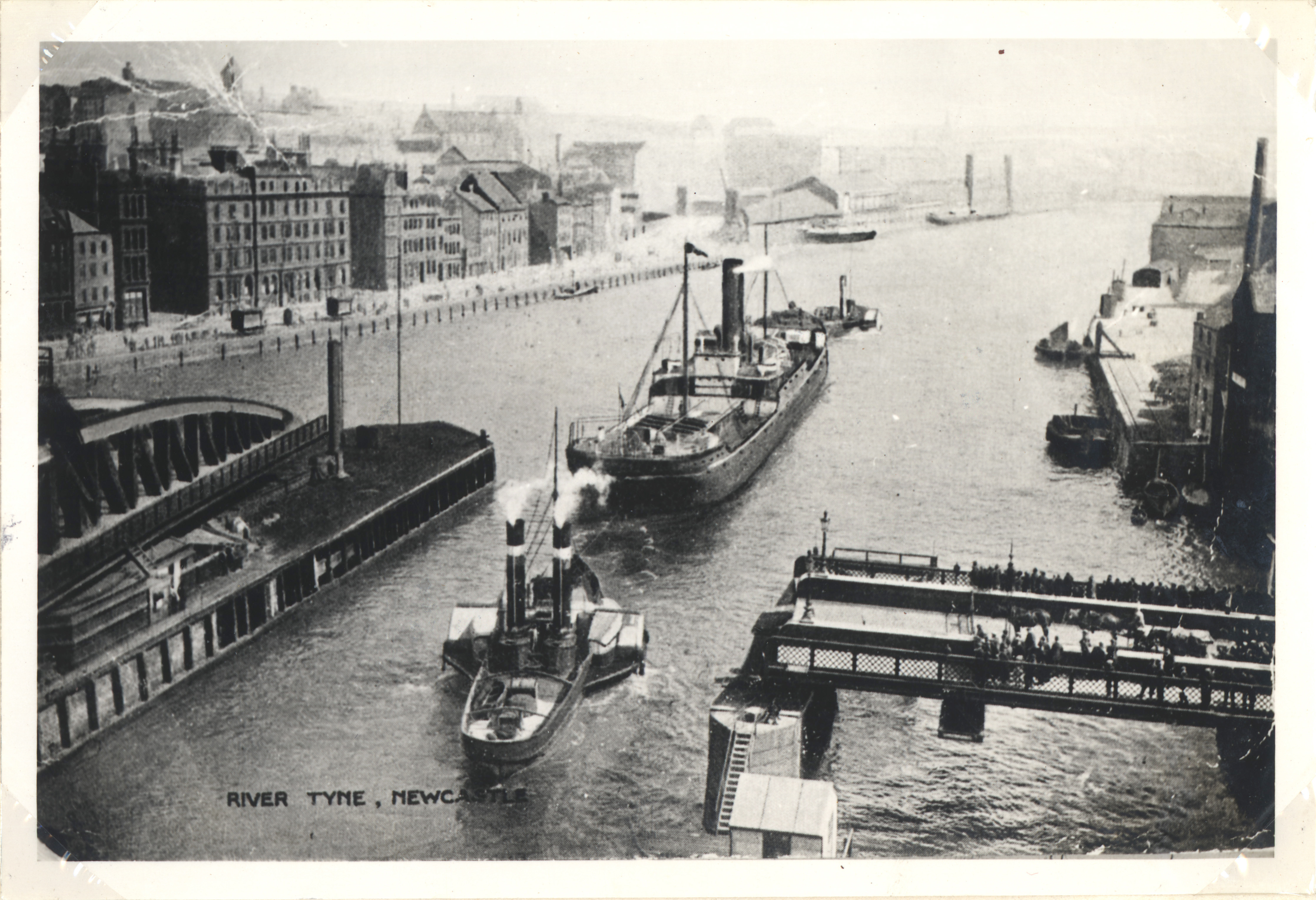
La construction du pont levant de Swing Bridge à Newcastle (1864).

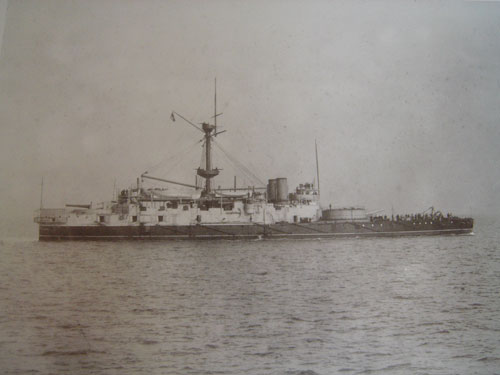
Le croiseur (1893), l'une des fiertés de l’arsenal d’Elswick.

En 1864, les deux compagnies W.G. Armstrong & Company et Elswick Ordnance Company fusionnèrent pour donner naissance à la Sir W.G. Armstrong & Company. Armstrong avait démissionné de son emploi au War Office, si bien qu'il n'y avait plus conflit d'intérêts. La compagnie se tournait à présent vers la fabrication des canons de marine. En 1867 Armstrong s'associa avec l'armateur Charles Mitchell de Low Walker. Le premier navire sorti des arsenaux avec le nouvel armement fut la canonnière HMS Staunch en 1868.
Comme le vieux pont de Newcastle (du XVIIIe siècle) restreignait l’accès des navires de mer aux ateliers d’Elswick par la Tyne, la Compagnie Armstrong proposa en 1876 de couvrir les frais d'un pont levant, Swing Bridge, ce qui permettrait d'armer les croiseurs et les cuirassiers à Elswick même. En 1882, la Compagnie Armstrong fusionna avec les arsenaux Mitchells pour former la Armstrong, Mitchell and Co. Ltd. et en 1884 un chantier naval spécialisé dans les navires de guerre était inauguré à Elswick. Les premiers navire construits furent le croiseur SMS Panther (1885, muni de torpilles) et le SMS Leopard pour la Marine austro-hongroise. Le premier navire de guerre construit à Elswick fut le HMS Victoria lancé in 1887. Baptisé à l'origine Renown, son nom fut changé en hommage au jubilé de la reine. Armstrong avait tenu à en poser les premiers et les derniers rivets. Pourtant, ce vaisseau fut d'une certaine façon maudit, car lors d'une collision avec le H.M.S. Camperdown en 1893, il sombra emmenant avec lui 358 marins, dont le vice-amiral George Tryon. Un client important de l'arsenal d’Elswick était le Japon, qui passa commande de plusieurs croiseurs, dont quelques-uns s'illustrèrent à la Bataille de Tsushima en 1905. On a dit que les canons japonais utilisés dans ce combats provenaient d’Elswick. C'était d'ailleurs à l'époque le seul arsenal qui pouvait fabriquer à la fois la charpente du navire et ses équipements.
Les ateliers d’Elswick continuèrent à prospérer, si bien qu'en 1870 ils s'étendaient déjà sur 1 200 m de quai. La population d’Elswick, de 3 539 en 1851, passa à 27 800 en 1871. En 1894, Elswick fut chargé de fabriquer les pompes hydrauliques et à vapeur, et les accumulateurs hydrauliques du Tower Bridge de Londres. En 1897, elle fusionna avec sa vieille rivale, la compagnie Whitworth de Manchester, pour devenir la Armstrong, Whitworth & Co Ltd. Joseph Whitworth était mort dix ans plus tôt.
Armstrong sut s'entourer d'excellents ingénieurs à Elswick, comme Andrew Noble et George Wightwick Rendel (en), dont le système d’affût et les colliers de guidage hydraulique furent adoptés par la suite dans le monde entier. Rendel fit du croiseur un vaisseau de guerre à part entière. Il y avait entre Noble et Rendel une rivalité qui explosa après la mort d’Armstrong.

## Le domaine de Cragside

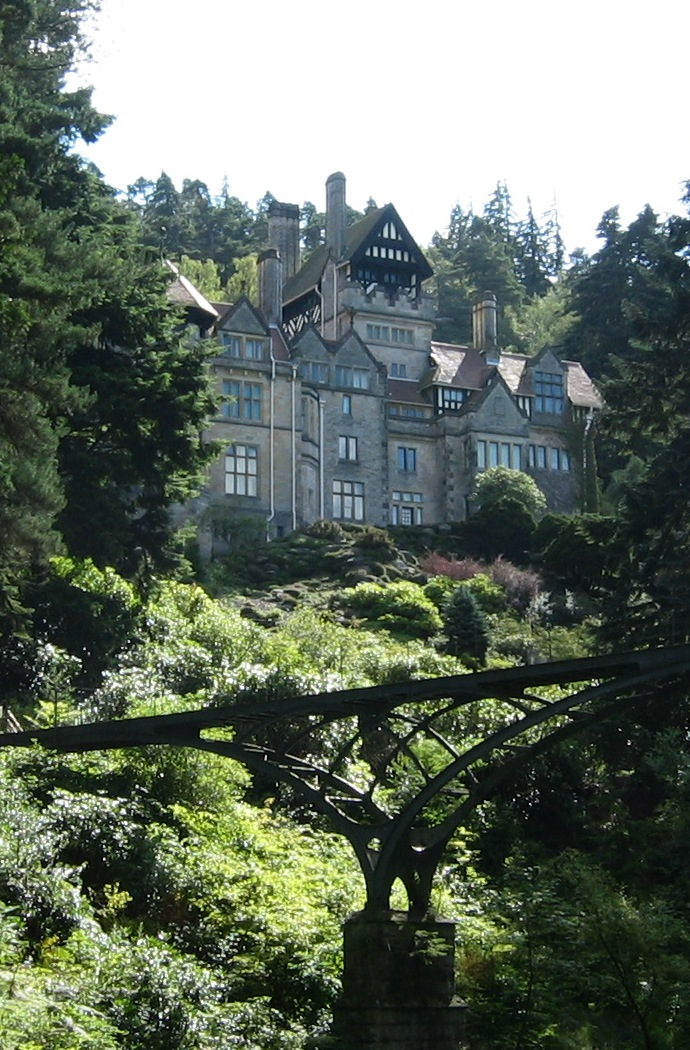
Le domaine de Cragside devint la résidence définitive d'Armstrong.

À partir de 1863, bien qu’Armstrong demeurât le directeur de sa compagnie, il s'impliqua de moins en moins dans la gestion quotidienne. Il nomma un certain nombre de collaborateurs aux positions stratégiques de la société et ces hommes poursuivirent la tâche entreprise. Lorsqu'Armstrong se maria, il acheta une maison à l'ouest du quartier de Jesmond Dene à Newcastle (Jesmond Dene House) et entreprit d'importants aménagements paysagers et horticoles à travers Dene. En 1860, il recruta un architecte du pays, John Dobson, pour qu'il construise un pavillon pour les réceptions. Lorsqu'il était avocat, puis industriel, Armstrong trouvait avantage à avoir son domicile près de Newcastle, mais son ascension sociale l'incita à s'éloigner dans la campagne.
Enfant, il allait souvent dans la petite ville de Rothbury, et avait gardé un bon souvenir des journées que, convalescent, il y avait passées. En 1863, il y acheta des terres sur les coteaux pentus qui surplombent la vallée où deux rivières, le Debdon Burn et la Coquet se rejoignent. Il fit défricher le terrain et surveilla lui-même la construction de sa maison, fondée sur un rocher, et surplombant la rivière. Il dressa également lui-même le plan des arbres et des mousses, car il voulait couvrir les flancs rocheux de la colline de végétation. Il baptisa son nouveau domaine Cragside, et l'agrandit année après année, jusqu'à atteindre une superficie de 700 ha avec sept millions d'arbres plantés, cinq lacs artificiels et 50 km de routes carrossables. Les lacs servaient à fournir de l'hydro-électricité, et la maison fut la première au monde à être éclairée avec cette source d'énergie, grâce aux lampes à incandescence fournies par l'inventeur Joseph Swan.
Armstrong passait désormais de moins en moins de temps dans les ateliers d’Elswick, et de plus en plus dans son domaine de Cragside, qui devint sa résidence principale. En 1869, il chargea un architecte renommé, Richard Norman Shaw, d'agrandir et d'améliorer sa maison, travaux qui prirent 15 ans. En 1883, Armstrong fit don de sa maison de Newcastle, Jesmond Dene, avec son pavillon de réception, à la ville. Il ne conserva que la maison voisine. Armstrong reçut plusieurs célébrités à son domaine de Cragside, comme le Shah de Perse, le roi de Siam, le premier ministre de Chine et le Prince et la Princesse de Galles.

## Dernières années

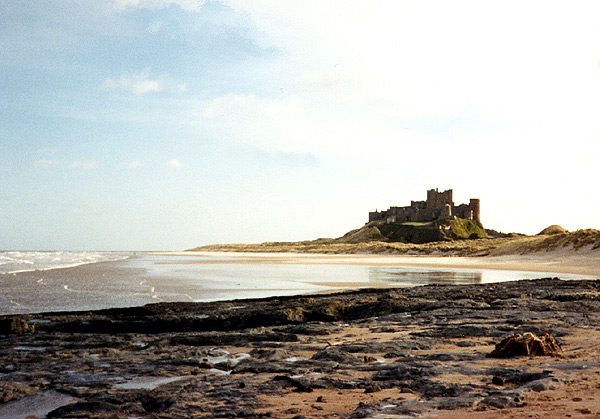
Ultime fantaisie du baron d’industrie : la réparation de Bamburgh Castle.

Armstrong fut élu président de l’Institution of Civil Engineers en décembre 1881. En 1886 on le décida à se présenter aux élections à Newcastle-upon-Tyne comme candidat du Liberal Unionist Party mais il ne se classa que troisième. En 1887 il fut élevé à la pairie avec le titre de baron Armstrong de Cragside. Son dernier grand projet, lancé en 1894, était l'achat et la réparation de l'immense château de Bamburgh sur la côte du Northumberland, domaine encore propriété de la famille Armstrong de nos jours. Sa femme, Margaret, mourut en septembre 1893, dans leur maison de Jesmond. Armstrong mourut à Cragside le 27 décembre 1900, à l'âge de 90 ans. Il fut inhumé aux côtés de sa femme dans le cimetière de Rothbury. Le couple n'ayant jamais eu d'enfant, ce fut le neveu d'Armstrong, William Watson-Armstrong, qui hérita. L'ingénieur Andrew Noble devint le nouveau directeur de la compagnie.
La réputation de marchand de canon de Armstrong était telle qu'on voit en lui la source d’inspiration du magnat de l'armement figurant dans la pièce de George Bernard Shaw intitulée Major Barbara.

## Ses opinions

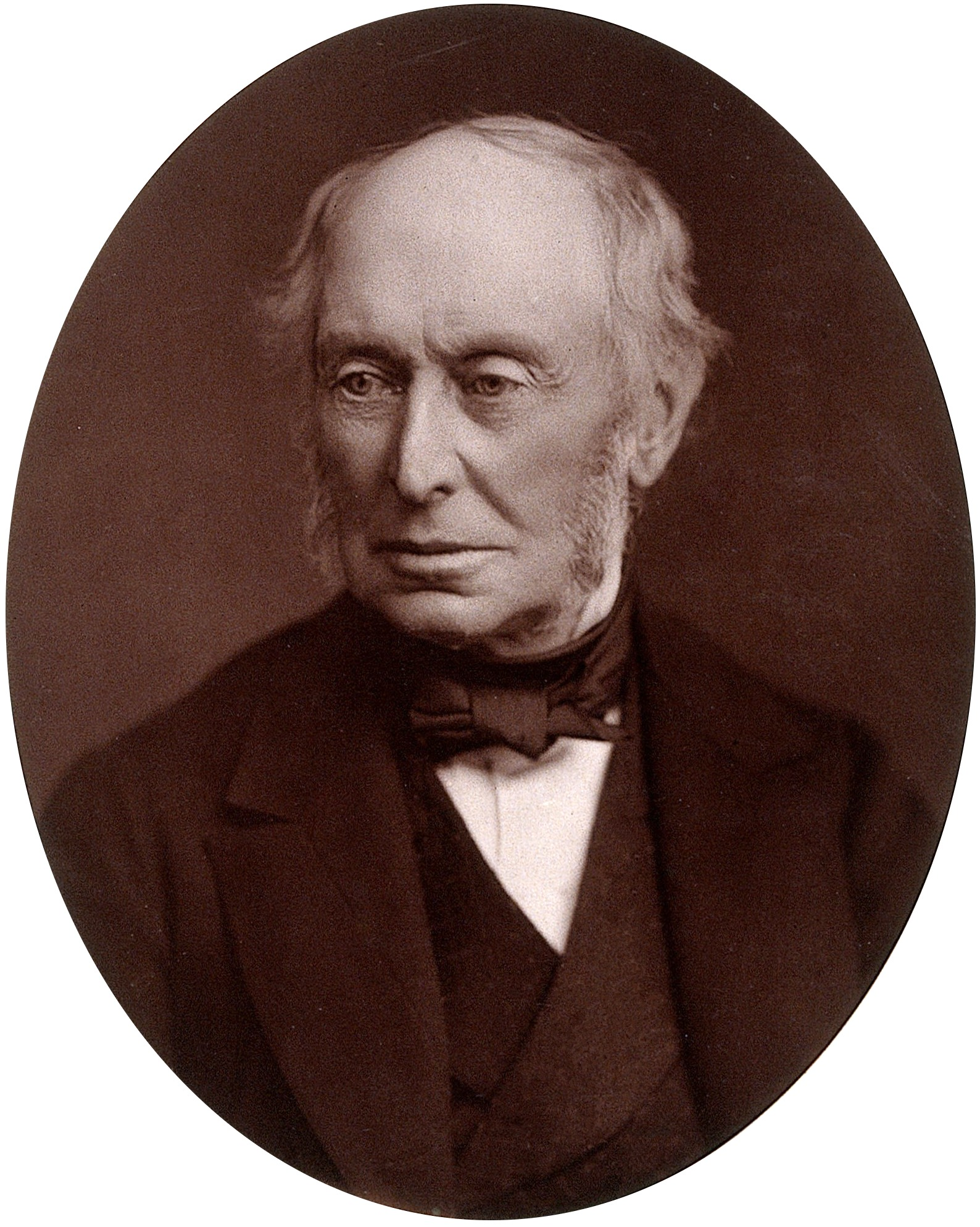
Sir William George Armstrong. Tirage photomécanique d'après un cliché Lock & Whitfield (crédit : Wellcome Library, Londres).

### Attitude par rapport aux armes
Rien ne montre qu'Armstrong ait eu des scrupules à se lancer dans la production d'armes. Il affirma un jour : « Si je pensais que, par ma faute, on pût fomenter une guerre, ou que les intérêts de l'Humanité dussent souffrir, je le regretterais amèrement ; mais je n'appréhende rien de tel. » Il déclara aussi : « C’est notre affaire, à nous autres, ingénieurs, de soumettre les forces de la matière à la volonté de l'homme ; c'est à ceux qui emploient les moyens que nous donnons de répondre de leur légitime application ».

### Jugement sur les énergies renouvelables
Déjà en son temps, Armstrong préconisait le recours aux énergies renouvelables. Affirmant que la houille « était gaspillée et mal utilisée partout où on en fait usage », il fit en 1863 la prédiction que l'Angleterre n'aurait plus de charbon d'ici deux siècles. Outre l’hydroélectricité, il suggérait d'utiliser l'énergie solaire, argumentant que le flux thermique reçu sur 4 m2 dans les régions tropicales permettrait de « développer l'incroyable puissance de 4 000 chevaux pendant près de neuf heures chaque jour. »

### Le bienfaiteur
Armstrong fit don des coteaux boisés de Jesmond Dene (en) aux citoyens de Newcastle upon Tyne en 1883, de même que du pont et du parc qui portent son nom, non loin de là.
L’université de Newcastle upon Tyne est née avec le College of Physical Science local, fondé par Armstrong en 1871 et rebaptisé Armstrong College en 1904. Armstrong fut par deux fois président de l’Institution of Mechanical Engineers (en).
Il fit don de 11 500 £ (équivalent de 1 166 794 £ en 2015) pour la construction à Newcastle du musée Hancock d'histoire naturelle, terminée en 1882.
Sa générosité se manifesta encore après sa mort. En 1901, son héritier fit don de 100 000 £ (équivalent de 10 936 410 £ en 2015) pour la reconstruction de la Royal Victoria Infirmary (en) à Newcastle upon Tyne, car il n'était plus possible d'agrandir les bâtiments historiques de 1753, à Forth Banks sur les bords de la Tyne.